# Tetramorium semilaeve
Tetramorium semilaeve är en myrart som beskrevs av André 1883. Tetramorium semilaeve ingår i släktet Tetramorium och familjen myror.

## Underarter
Arten delas in i följande underarter:
- T. s. atlante
- T. s. depressum
- T. s. gaetulum
- T. s. galaticum
- T. s. hoggarense
- T. s. italicum
- T. s. judas
- T. s. jugurtha
- T. s. kutteri
- T. s. liparaeum
- T. s. punctatum
- T. s. semilaeve
- T. s. siciliense